# Paratelmatoscopus monticolus
Paratelmatoscopus monticolus és una espècie d'insecte dípter pertanyent a la família dels psicòdids que es troba a les illes Filipines.